# Łyżwy

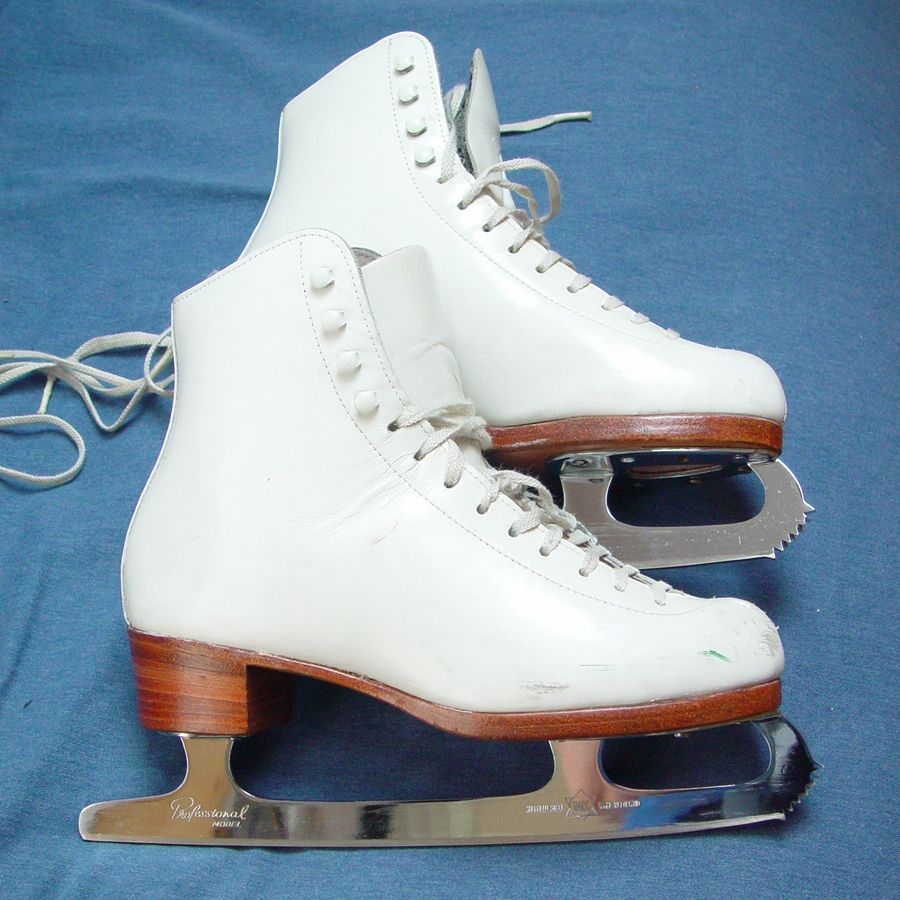
Łyżwy figurowe

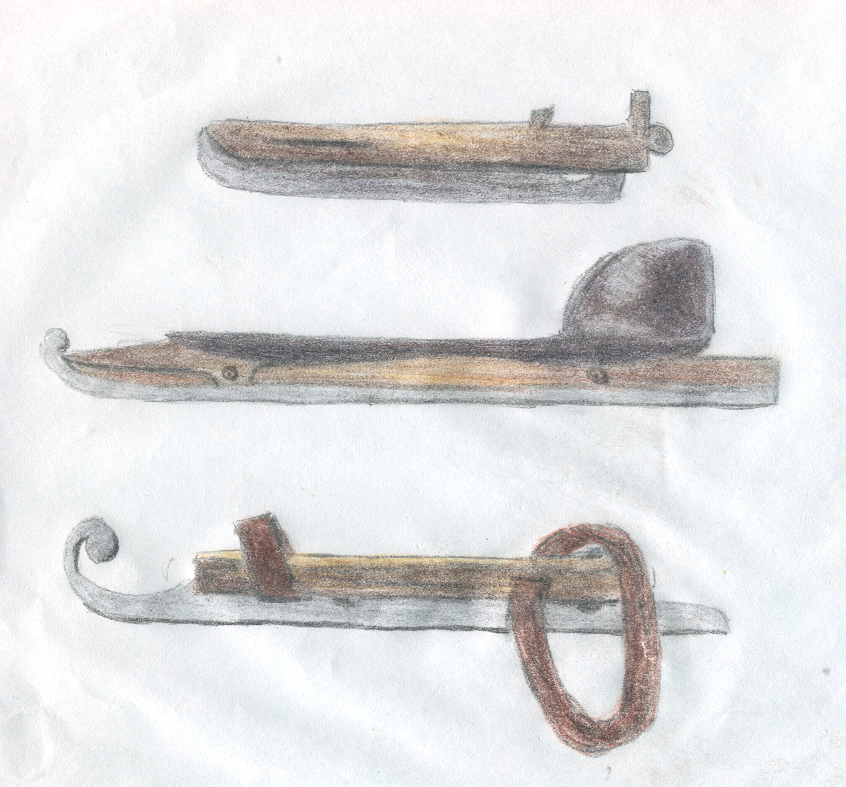
pierwsze łyżwy były przywiązywane do zwykłych butów

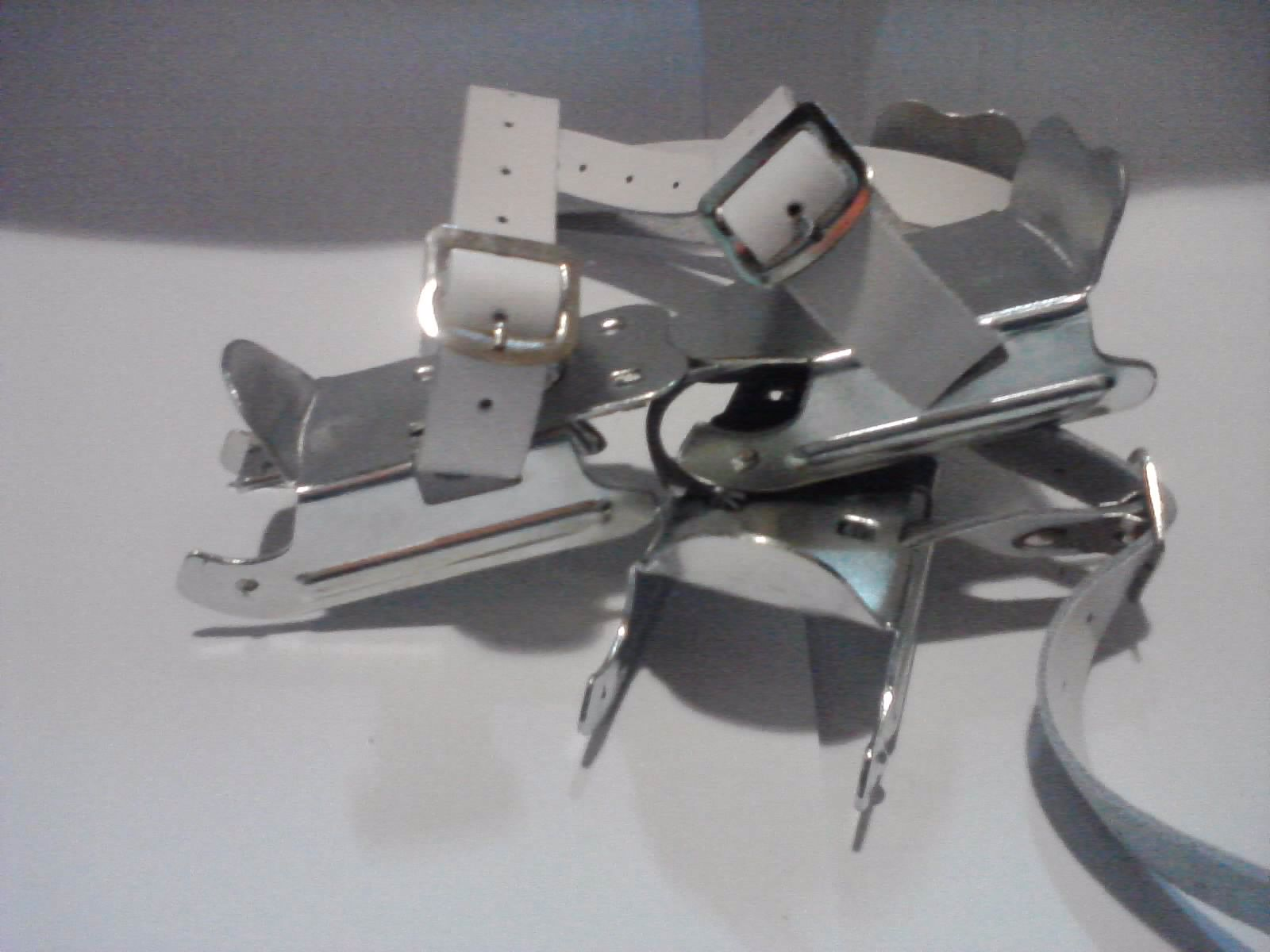
łyżwy saneczki

Łyżwy – sprzęt sportowy służący do przemieszczania się po lodzie, którego podstawowym elementem są metalowe płozy przymocowywane do butów. Wykorzystuje się je w celach sportowo-wyczynowych, rekreacyjnych bądź także transportowych. Sporty wykorzystujące łyżwy określa się mianem łyżwiarstwa.
Budowa samej płozy zależy od rodzaju czynności wykonywanych za ich pomocą. Wśród sportowców odpowiednie rodzaje płóz i butów odpowiadają konkretnym dyscyplinom. Niektóre rodzaje aktywności sportowych wykorzystujących łyżwy to:
- hokej na lodzie,
- bandy,
- taniec na lodzie,
- łyżwiarstwo figurowe,
- łyżwiarstwo szybkie – tzw. panczenowe[1],
- łyżwiarstwo wyprawowe.

Łyżwy wykorzystywane do wyczynowego uprawiania sportu składają się z odrębnie dobranych butów i płóz, w przeciwieństwie do łyżew używanych rekreacyjnie sprzedawanych w całości. Zanim zaczęto produkować łyżwy z butami, do jazdy amatorskiej stosowano łyżwy mocowane do butów codziennego użytku. Obecnie jest to praktyka stosowana głównie w łyżwiarstwie wyprawowym.

## Historia
Od tysięcy lat ludzie zamieszkujący tereny z mroźnymi zimami wykorzystywali różne proste przedmioty ułatwiające przemieszczanie się po śniegu. Z nich wyewoluowały współczesne narty, rakiety śnieżne, sanie, czy łyżwy. Za przodka tych ostatnich uważa się kości jakie przywiązywano do spodniej części buta, które ułatwiały ślizg po zamarzniętej powierzchni wód. Najstarsze takie kościste łyżwy znaleziono w Chinach i Szwajcarii i datuje się je na 3000 r.p.n.e., choć powszechnie uważa się, że co najmniej równie wcześnie używano podobnych przyrządów w Europie Północnej. Te wczesne poprzedniczki łyżew ślizgały się po lodzie i wymagały użycia kijów do rozpędzania się, a więc technika jazdy była znacząco inna.
Nowoczesne łyżwy narodziły się w XIII lub XIV wieku w Niderlandach. Region przeżywał rozkwit gospodarczy, rozwijało się rolnictwo, zaludniały miasta, przekopywano liczne kanały irygacyjne. Liczne płytkie zbiorniki wodne oraz cieki wodne zamarzały na zimę, przez co łyżwiarstwo zdobyło popularność jako środek transportu, ale i rozrywka. W tym czasie wynaleziono też drewniane łyżwy z metalowym podbiciem. Zaczęto też je ostrzyć, dzięki czemu rozwinęła się możliwość jazdy bez kija zbliżona co do zasady do dzisiejszej. W XVI wieku powstały pierwsze łyżwy metalowe. Do XVIII wieku łyżwiarstwo stało się już nie tylko sposobem przemieszczania się, lecz również sportem w krajach europejskich. Koloniści z Europy wprowadzili łyżwiarstwo w USA i Kanadzie. 
Industrializacja oraz rozwój kolejnych dyscyplin sportowych przyczynił się do ewolucji i specjalizacji łyżew. Pojawiły się odrębne typy łyżew. Łyżwy figurowe zrewolucjonizował w 2. połowie XIX wieku Amerykanin Jackson Haines, który jako pierwszy zaczął produkować buty z przymocowanymi płozami w 1865 roku, a w 1870 wprowadził ząbki z przodu umożliwiające skoki i inne akrobacje. Tymczasem w 1876 roku w Londynie zbudowano pierwsze sztucznie chłodzone lodowisko. W 2. poł. XIX wieku w Montrealu narodził się hokej na lodzie, zaś w Holandii i Norwegii zaczęto organizować zawody łyżwiarstwa szybkiego. 
Wiek XX charakteryzował się przede wszystkim rozwojem technologii, profesjonalizacją i włączeniem łyżwiarstwa w skład dyscyplin olimpijskich. W efekcie nastąpiło rozróżnienie łyżew na profesjonalne oraz rekreacyjne. W Holandii i Skandynawii rozwinęły się też łyżwy potrzebne do uprawiania łyżwiarstwa wyprawowego.

## Rodzaje łyżew

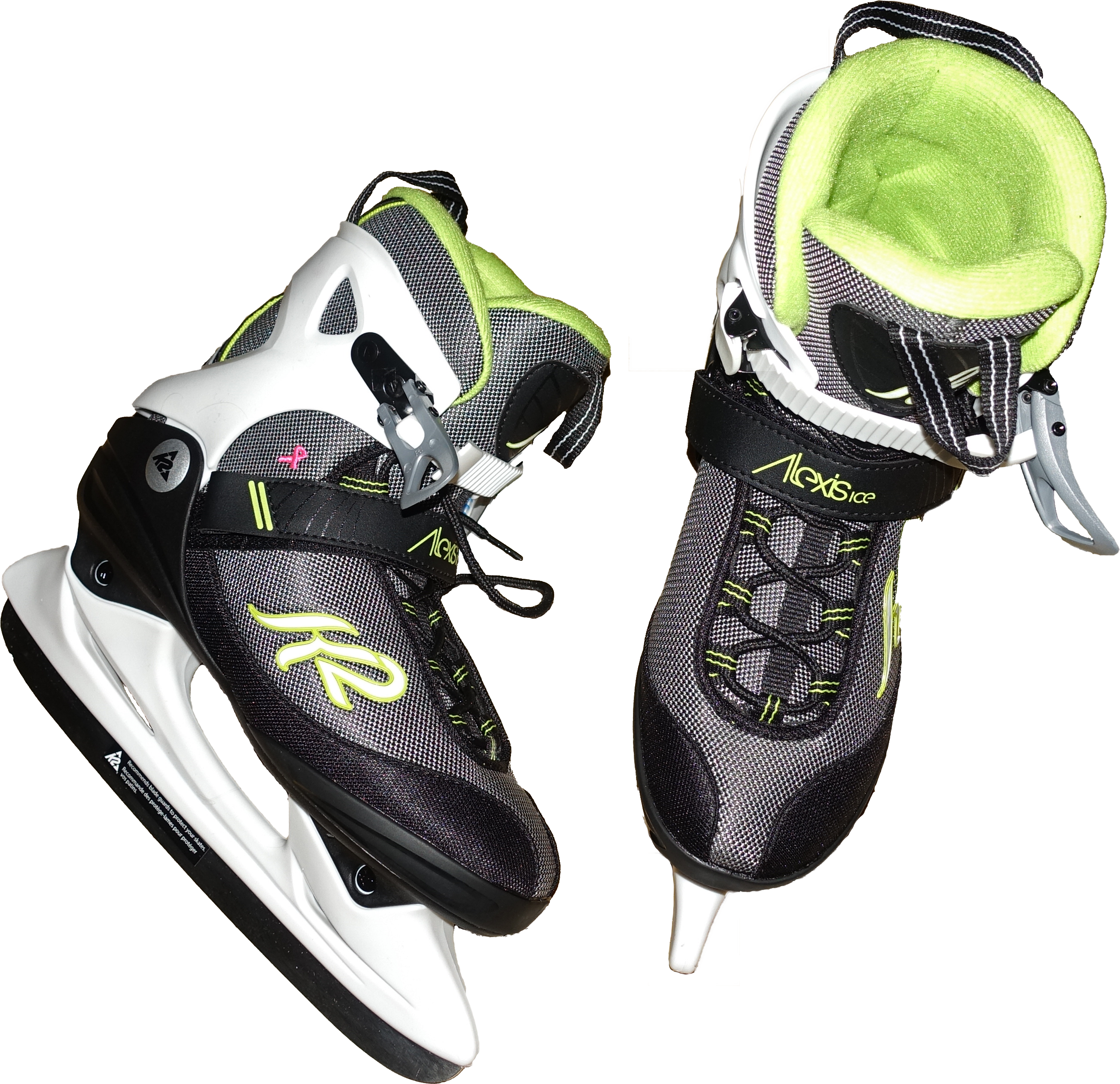
Łyżwy rekreacyjne

Łyżwy można podzielić na dwie podstawowe grupy: wyczynowe wykorzystywane w rywalizacji sportowej i rekreacyjne. Istnieją trzy podstawowe rodzaje łyżew wyczynowych: figurowe, hokejowe i panczeny. Do tego w ostatnich dekadach odrębną kategorią stały się łyżwy wyprawowe. 
Tradycyjne buty łyżwiarskie są wykonane ze skóry i zawiązywane. Do celów rekreacyjnych wykorzystywane są buty plastikowe, wiązane lub zapinane na specjalne klamry. W XX wieku powstała również odmiana łyżew dwupłozowych (popularnie: saneczki), wykorzystywanych głównie przez najmłodszych. Dostępne są również łyżwy z możliwością wymiany płozy łyżwiarskiej na rolkową lub wrotkową.

### Łyżwy figurowe
Łyżwy przeznaczone do jazdy figurowej są najwyższe i najcięższe ze wszystkich rodzajów łyżew. Ma to zapewnić ochronę dla kostki przy wykonywaniu skomplikowanych skoków i ewolucji. Płoza jest delikatnie zaokrąglona, szeroka, z rowkiem pośrodku, zakończona z przodu ząbkami (czubkiem), wykorzystywanymi w niektórych skokach i elementach krokowych.
Odmianą łyżwy figurowej jest łyżwa do tańców na lodzie i jazdy synchronicznej. Jej płoza jest około dwóch centymetrów krótsza niż w łyżwach do jazdy indywidualnej i sportowej, a najniższy ząbek na czubku jest mniejszy, co ma ułatwić czucie krawędzi.

### Łyżwy hokejowe

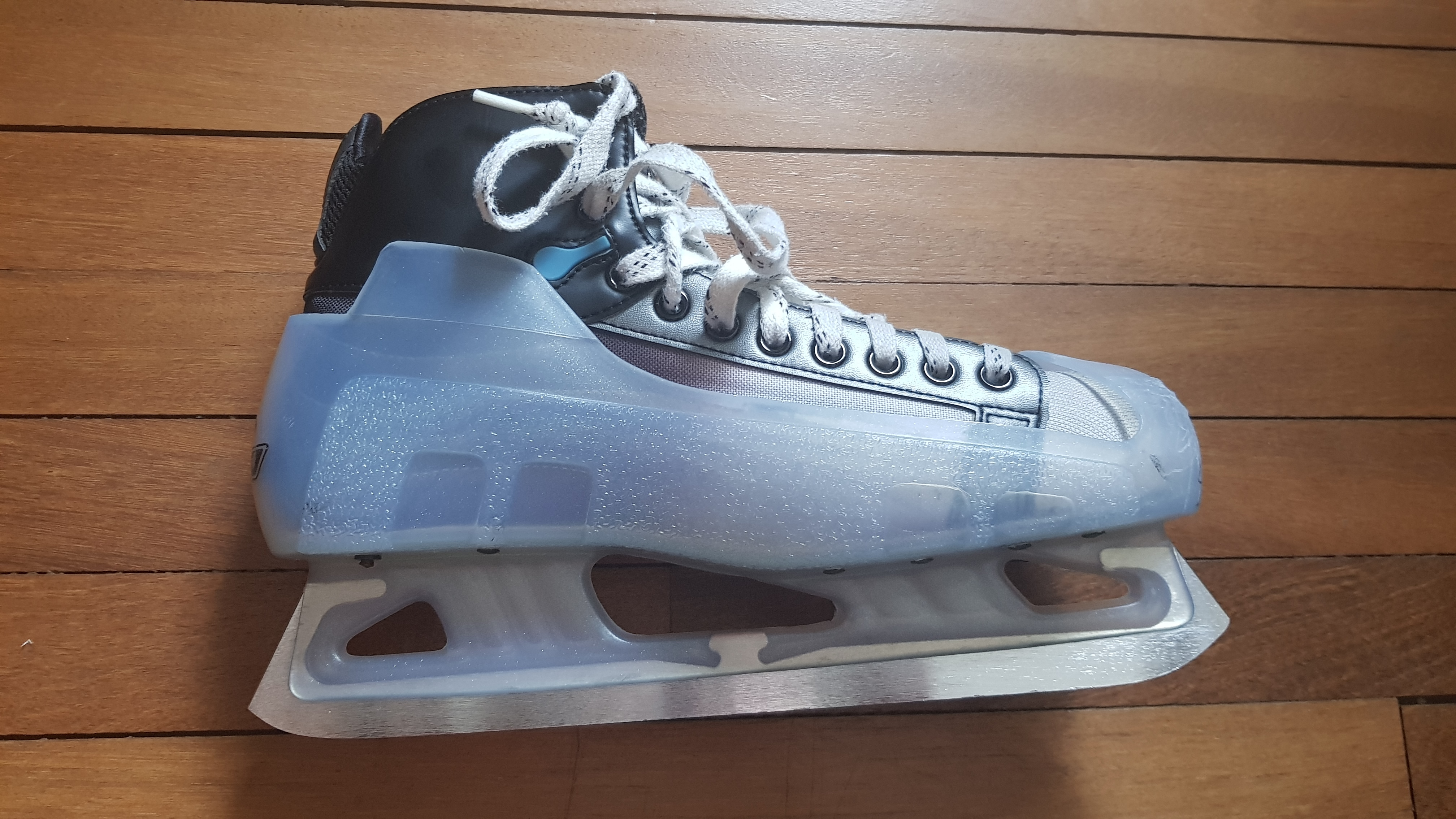
Łyżwy bramkarza hokejowego

Łyżwy hokejowe, znane też jako hokejówki, są używane do gry w hokeja na lodzie i ringette, choć okazjonalnie są wykorzystywane w jeździe rekreacyjnej. Buty są zbudowane z wytrzymałych materiałów zabezpieczających stopy przed kontuzjami. Łyżwy są zaokrąglone z dwóch stron, co zapewnia im większą zwrotność. Nieco odmienne są łyżwy dla bramkarzy, gdzie buty niższe, jednak dodatkowo wzmocnione przy pięcie i z podeszwą bliżej lodu. Podobne do hokejowych są też łyżwy do bandy, które są jednak niższe i z nieco dłuższą płozą. W 1957 sportowa wytwórnia sprzętu wyczynowego we Wrocławiu przystąpiła do produkcji łyżew hokejowych według wzoru kanadyjskiego.

### Łyżwy do jazdy szybkiej

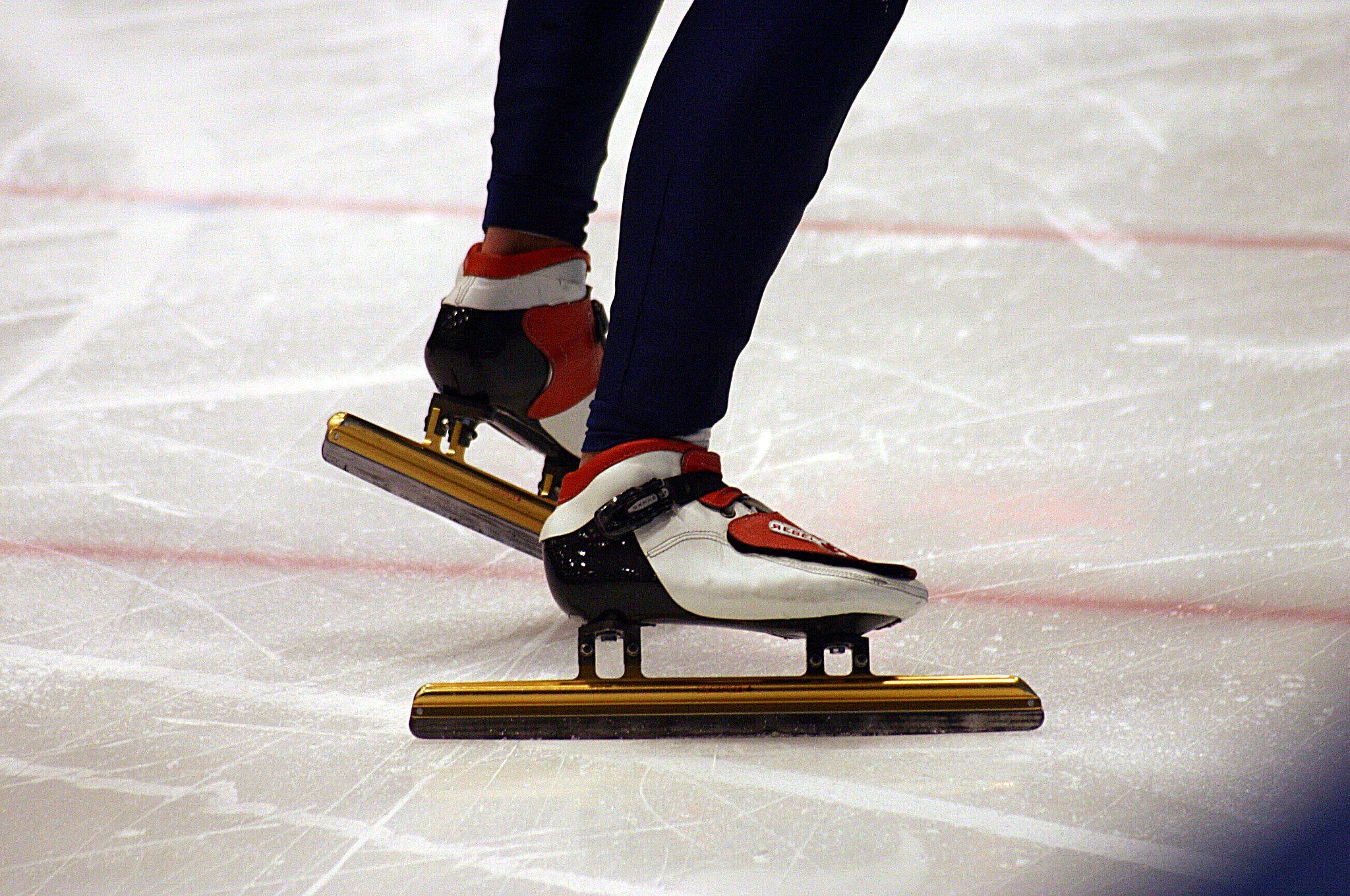
Łyżwy do short tracku

Panczeny, czyli łyżwy do jazdy szybkiej charakteryzują się długim i cienkim ostrzem. But jest bardzo lekki, nie zasłaniający kostki. Pozwalają na rozwijanie dużych prędkości, ale nie są zwrotne i nie nadają się do jazdy rekreacyjnej na ślizgawkach. W ostatnich dekadach rozpowszechniło się mocowanie ruchome w łyżwiarstwie szybkim na torze, tzw. „klapy” umożliwiające dłuższe odbicie, a za tym lepsze osiągi czasowe. W short tracku preferowane są klasyczne panczeny z płozą przymocowaną na sztywno.

### Łyżwy wyprawowe

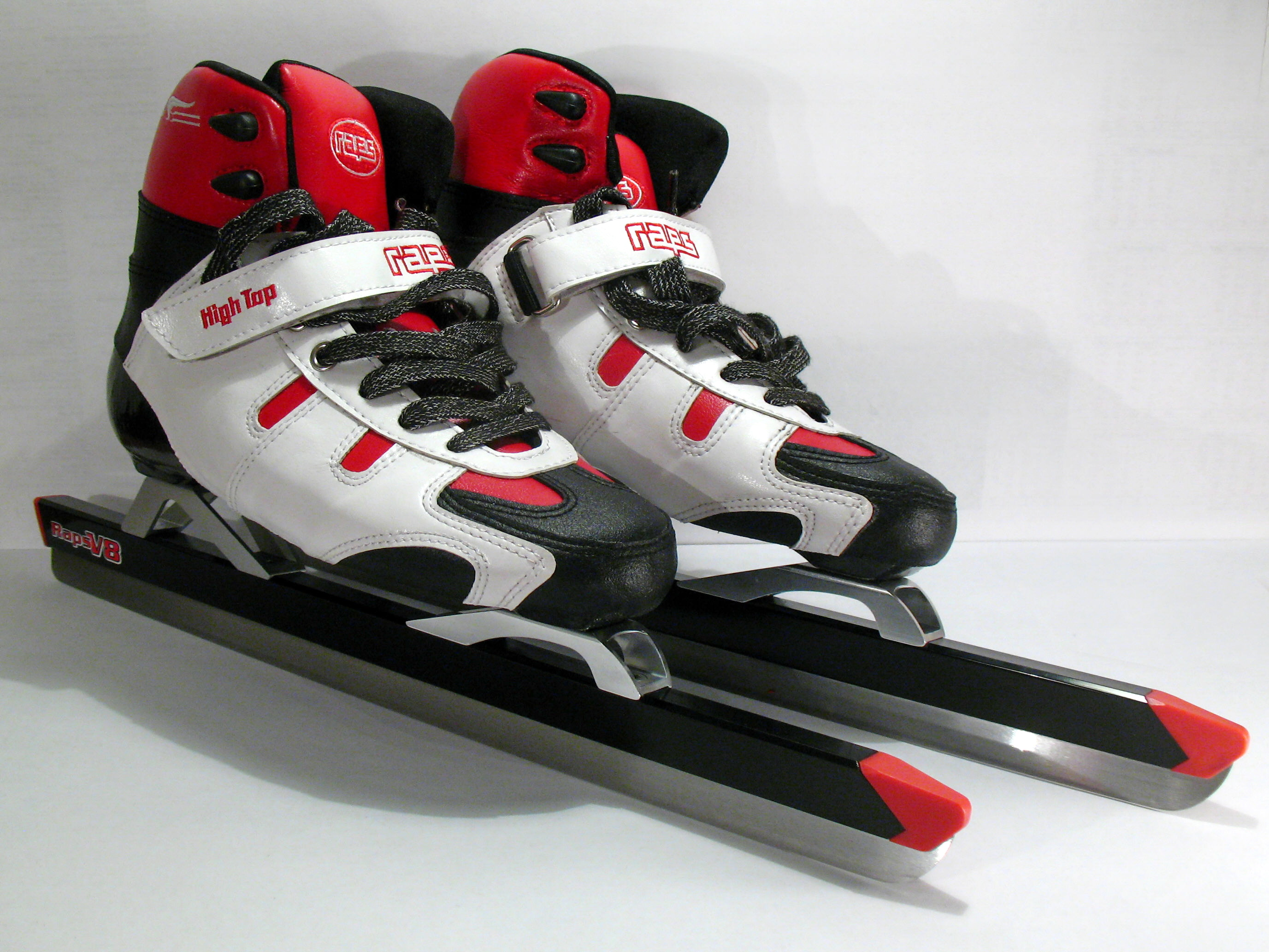
Łyżwy wyprawowe typu holenderskiego

Łyżwy wyprawowe są specjalnym rodzajem łyżew wykorzystywanym do podróżowania po zamarzniętych jeziorach, rzekach i kanałach. Wyróżnia się dwa rodzaje łyżew wyprawowych: holenderskie, przypominające panczeny oraz nordyckie, które przymocowuje się do butów górskich lub do narciarstwa biegowego. Mają one dłuższe płozy o łagodniejszej krzywiźnie ułatwiające ślizg po nierównym lodzie.

### Łyżwy rekreacyjne
Łyżwy rekreacyjne zazwyczaj przypominają figurówki bądź hokejówki, nie mają jednak parametrów umożliwiających jazdę wyczynową, a ich głównym zadaniem jest zapewnienie odpowiedniego komfortu użytkownikom. But i płoza stanowi zazwyczaj jedną całość. W ostatnich latach coraz popularniejsze są też łyżwy o płozie przypominającej hokejową, jednak w bucie od łyżworolek. Są one zazwyczaj lżejsze od swoich odpowiedników wyczynowych, tańsze i powszechnie dostępne na rynku.